# Палеоазиатские языки
Па́леоазиа́тские (палеосибирские) языки — собирательный термин для языков в северной и северо-восточной Сибири, на Дальнем Востоке и в арктической зоне Северной Америки, не связанных между собой генетическим родством и сохранившихся в Северной Азии со времён, предшествующих широкому распространению там тунгусо-маньчжурских и тюркских языков. К палеоазиатским языкам причисляют:
- Семьи языков:
  - Енисейские языки
  - Чукотско-камчатские языки (из которых иногда выделяется ительменский язык)
  - Юкагирские языки
  - Эскимосско-алеутские языки
- Изолированные языки:
  - Нивхский язык
  - Айнский язык (иногда также классифицируется как языковая семья с единственным живым языком)

В рамках палеоазиатских языков иногда рассматривается субстратная лексика народов Крайнего Севера (досаамский субстрат, гипотетическая лексика сиртя в ненецком языке и др.).

## Оценка возможных родственных связей
За исключением енисейских, включающихся в сино-кавказскую языковую макросемью, палеоазиатские (палеосибирские) языки могут в принципе оказаться родственными.

### Айнский язык
Родство айнского языка с другими языками и языковыми семьями не установлено, он считается изолированным. Предпринимались попытки сближать его с некоторыми индоевропейскими, палеоазиатскими и палеоевропейскими языками, однако они не дали системных результатов. По мнению некоторых исследователей, айнский язык может быть генетически связан с гипотетической дене-енисейской семьёй (в типологическом плане с японским и другими соседними языками его не объединяет ни одной черты, в то время как с нивхским у него 5 общих черт, а с кетским — 8). Другие же исследователи считают наиболее вероятной гипотезой его принадлежность алтайским или же аустрическим языкам (австронезийским и австроазиатским).
К перспективным направлениям в плане поиска «родственников» айнского языка можно отнести также:
- языки американских индейцев;
- папуасские языки;
- языки аборигенов Австралии;
- чукотско-камчатские языки;
- сравнение с другими изолированными языками, как то: баскским, бурушаски и другими[5].

### Нивхский язык
Существует гипотеза Дж. Гринберга, согласно которой нивхский язык входит в евроазиатскую (ностратическую) семью языков. С 1970-х годов в советской науке отдельными лингвистами высказывалось мнение о принадлежности нивхского языка к алтайской семье (Т. А. Бертагаев, В. З. Панфилов, В. И. Цинциус); по мнению А. А. Бурыкина, нивхский язык представляет отдельную ветвь тунгусо-маньчжурских языков, которая отделилась раньше других языков и подверглась сильному айнскому влиянию. О. А. Мудрак относит нивхский к реконструируемой им древней «палеоазиатской» семье (наряду с чукотско-камчатскими, алеутским (без эскимосских), айнским и юкагирским языками).
Японские лингвисты Кацунобу Идзуцу и Кадзухико Ямагути считают нивхский язык одним из предков современного японского.
С. Л. Николаев выступил с гипотезой о родстве нивхского с алгонкинскими и вакашскими языками Северной Америки, установив с помощью традиционного сравнительного метода систему регулярных звуковых соответствий между базовым лексиконом нивхского, алгских (алгонкино-ритванских) и вакашских языков.

### Чукотско-камчатские языки
Джозеф Гринберг выдвинул гипотезу о существовании евроазиатской макросемьи языков, в которую он включил в том числе и чукотско-камчатские языки, а также юкагирские языки и нивхский язык. Это предположение остаётся спорным, так как Гринберг для сравнения языков использовал свой собственный метод массового сравнения лексики, а не общепринятый сравнительно-исторический метод.
Некоторое типологическое сходство наблюдается с эскимосско-алеутскими языками (характерной чертой как чукотско-камчатских (кроме ительменского), так и эскимосско-алеутских является инкорпорирующий (полисинтетический) строй), однако на уровне морфологии сходство незначительно. М. Фортескью включает чукотско-камчатские языки в урало-сибирскую семью, хотя и не с полной уверенностью.

#### Проблема внутреннего генетического единства
Некоторые исследователи (А. П. Володин, И. С. Вдовин, Д. Уорт) отрицают генетическое родство между чукотско-корякскими и ительменскими языками. По их мнению, сходства между этими группами объясняются интенсивными контактами, в ходе которых ительменские языки заимствовали значительную часть лексики и морфологии из чукотско-корякских языков, сохранив при этом особенности собственной фонетики и синтаксиса: отсутствие инкорпорации (Фортескью предполагает её существование в прошлом) и сингармонизма (как они считают, вторичен под чукотско-корякским влиянием и не последователен), наличие глоттализованных согласных, возможность скоплений согласных, номинативный строй. Однако предполагаемые заимствования относятся к таким устойчивым структурам языка, как основная лексика из 100-словного списка Сводеша и глагольные аффиксы, поэтому сторонники генетического родства считают, что речь идёт не о заимствованиях, а о существовании единого чукотско-камчатского праязыка; отличия же объясняются субстратным влиянием некоего неизвестного языка на праительменский. Возможна реконструкция общей чукотско-камчатской лексики: существует уже два этимологических словаря чукотско-камчатских языков (М. Фортескью и О. Мудрака). При некоторых различиях в деталях, они, в целом, не противоречат друг другу. О. А. Мудрак постулирует родство с чукотско-корякскими языками и фонетические расхождения ительменских с чукотско-корякскими и их различия сводит, в основном, к внутреннему развитию с частичным признанием воздействия айнского языка на ительменские.
М. Фортескью в «Сравнительном словаре чукотстко-камчатских языков» («Comparative Chukotko-Kamchatkan Dictionary») и О. А. Мудрак в «Своде камчадальской лексики по памятникам XVIII века» показывают существование композитов вида (m) + (r) + R + (m) и некоторых, по-видимому, инкорпоративных образований, причём число корней в составе подобных комплексов, согласно реконструкциям в «Своде», доходит до четырёх.
В случае инкорпорирования иногда встречается двойное прямое дополнение, логическое и грамматическое: Валвийӈын лымыӄо нылейвыӄин иӈӄун нытэйӈэтльунинэт нэнэнэт (Ятгыргын 3/89). Ворон ходил всюду, чтоб найти пищу для детей. Слово нэнэнэт является грамматическим прямым дополнением в абсолютном падеже, тэйӈэт — логичное прямое дополнение.
В случае агглютинации тоже иногда бывает двойное прямое дополнение, логическое и грамматическое: Вэлвэ о’равэтльат рытиркынӈэвнинэт (Лег 20). Ворон приобрёл солнце для людей. Слово о’равэтльат является грамматическим прямым дополнением, тиркы- логичное прямое дополнение.

Глагол йылык имеет необычную конструкцию: Мыйылгыт ӈэлвыл (Беликов 24). Я тебе дам стадо. Формально глагол мыйылгыт значит я тебя дам
 (в последнем примере, возможно, инкорпорация датива, тогда вынесенную форму можно толковать как аккузатив).

### Эскимосско-алеутские языки
До настоящего времени не удаётся выяснить внешние генетические связи эскимосско-алеутской семьи. Предпринимались попытки доказать её родство:
1. с урало-алтайскими языками: Кристиан Уленбек — на основании ряда сходных суффиксов, Орельеном Соважо — на основании якобы полной структурной идентичности системы спряжения и притяжательных форм имени, схождений в способе образования притяжательной конструкции; Т. Ульвинг — указывая, что градация согласных в эскимосском относится к тому же типу, что и в уральских; два последних исследователя допускали многочисленные неточности в записи эскимосских слов; К. Бергсланд, наиболее серьёзно из всех, — на основании значительной структурной идентичности по всем уровням, с привлечением (впервые) алеутского материала; М. Фортескью предпринял попытку сближения языков эскимосско-алеутской семьи с юкагирским языком на основании сходства морфологических показателей, в частности падежных; О. Мудрак обосновывает ностратическое происхождение базисной лексики в эскимосских языках, при этом они оказываются особенно близкими к алтайским[14], эскимосско-алеутское единство отрицает и сравнивает алеутский с палеосибирскими (чукотско-камчатские, юкагирские, айнский, нивхский)[15][16];
2. с индоевропейскими языками: К. Уленбек — на базе около 40 лексических схождений; У. Талбитцер насчитал около 60 предположительно общих корней, использовал материалы Уленбека со значительными поправками с учётом новых данных индоевропеистики (хеттский язык); Л. Л. Хаммерих усматривал схождения в области структуры слова, указывал на возможность существования в праиндоевропейском падежной системы эскимосского типа, привлекал ларингалы для объяснения увулярных в эскимосском.
3. с языками американских индейцев: Н. Хольмер сближает эскимосский с языками кечуа и квакиутль скорее в типологическом плане, но не исключает и генетических связей.
4. с языками гипотетической ностратической семьи в целом.

Ни одна из этих гипотез не признана научным сообществом.
Александр Вовин отмечает, что в северных тунгусских языках, на которых говорят в восточной Сибири и на северо-востоке Китая, есть эскимосско-алеутские заимствованные слова, которых нет в южных тунгусских, подразумевая, что на эскимосско-алеутских языках когда-то гораздо чаще говорили в восточной Сибири. Вовин подсчитал, что эскимосо-алеутские заимствования в cеверных тунгусских языках были заимствованы не более 2000 лет назад, то есть когда тунгусы жили к северу от своей родины в среднем течении реки Амур. Вовин считает, что родина прото-эскимосов-алеутов находится в Сибири, а не на Аляске.

#### Проблема внутреннего генетического единства
В новой гипотезе, выдвинутой О. А. Мудраком, отрицается эскимосско-алеутское единство: эскимосские относятся к алтайским, алеутский причисляется к палеосибирской языковой (макро)семье и в её пределах определяется как ближайший к чукотско-камчатским.
В 2011 году О. А. Мудраком была выпущена монография под названием «Эскимосский этимологикон». «Эскимосский этимологикон» представляет собой этимологические словари эскимосского праязыка (около 1800 вхождений), а также основ подгрупп юпик (около 850 вхождений) и инупик (более 400 вхождений), не нашедших внутренней этимологии. Проведено сопоставление с лексическим материалом алтайских языков(около 1200 вхождений) и архаичных языковых подгрупп Северо-Восточной Азии, указывающих на ареальные контакты и заимствования (в том числе и алтайского праязыка). Приводятся эскимосская реконструкция, реконструкция эскимосских подгрупп, регулярные соответствия консонантизма между алтайским праязыком и эсскимосским. Работа снабжена индексами значений, индексами языковых эскимосских подгрупп и привлекаемого для сравнения материала других языков и семей. В книге, кроме доказательства вхождения эскимосского языка в алтайскую семью, определяется внешний круг ареального языкового союза, включавшего эскимосский язык.

### Юкагирские языки
Родство с другими языковыми семьями доподлинно не доказано, но лингвистами выдвигались предположения о родстве юкагирских языков с уральскими или нивхским языками, и, соответственно, с языками ностратической макросемьи.

### Гипотезы

#### Гипотеза М. Фортескью
Урало-сибирские
- Эскимосско-алеутские
- Уральские
- Юкагирские

До 2011 года в урало-сибирские включались чукотско-камчатские и нивхский.

#### Гипотеза О. А. Мудрака
Палеосибирские (возможно дальнейшее сравнение с ностратическими или индейскими)
- Камчукотско-алеутские
  - Алеутские: восточный, западный (Атка), Атту
  - Камчукотские
    - камчадальские: западные (седанкинский; ительменские напанский и ковранский); юго-восточные (южный; восточный)
    - чукотско-карагинские: карагинский; чукотско-корякские (чукотский + керекский; корякский и нымыланские — паланский; алюторский)
- Нивхско-одульские
  - Юкагирско-омокские
    - омокский
    - юкагирский: тундренный; чуванско-лесные (чуванский, колымский)

  - Нивхско-айнские
    - айну
    - нивхские: амурский, сахалинский

Эскимосские (являются частью алтайских)
- Инупик
  - Беринговский
  - Общие инупик
    - восточные: восточно-канадский, гренландский
    - западные: западно-канадский, североаляскинский
- Юпик
  - Сиреник
    - Аляскинско-северные: аляскинские юпик (нунивак; аляскинские-сюпик — аляскинский, сюпик)

  - Северные
    - науканский
    - чаплинский